# Johannes Steinhoff
Johannes Steinhoff (15 de Setembro de 1913 - 21 de Fevereiro de 1994) foi um piloto de caça alemão da Segunda Guerra Mundial, e depois, um oficial superior da Força Aérea da Alemanha Ocidental e comandante militar da OTAN.
Steinhoff foi um dos poucos pilotos da Luftwaffe que sobreviveram ao voar operacionalmente entre  período de 1939-45. Ele foi um dos pilotos com maior número de vitórias com 176 aviões inimigos abatidos, e um dos primeiros que voaram no caça a jato Me-262 em combate, sendo um membro do famoso esquadrão de áses JV 44, liderado por Adolf Galland.

## Biografia
Johannes Steinhoff nasceu em 15 de Setembro de 1913 em Bottendorf, na Província da Saxônia, filho de um leiteiro e uma dona-de-casa, teve dois irmãos, Bernard e Wolf.
Antes da Segunda Guerra Mundial, ele estudou para se tornar professor na Universidade de Jena, mas não conseguiu encontrar emprego. Então, se alistou na Kriegsmarine, onde serviu por um ano como cadete-do-ar naval. Steinhoff foi transferido para a Luftwaffe antes de Hermann Göring se tornar seu comandante em chefe em 1935.

## Segunda Guerra Mundial

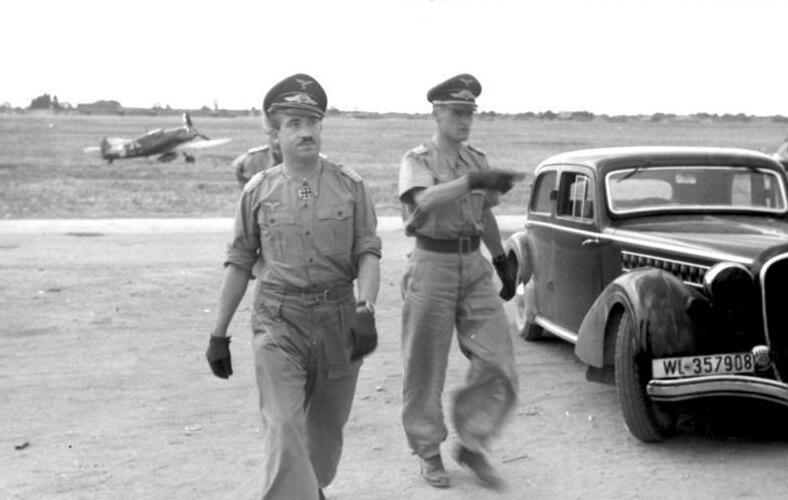
Imagem do Arquivo Federal 101I-468-1421-33, Sul da Itália, Adolf Galland em um aeródromo.

Sua primeira experiência em combate foi em 1939, quando sua unidade interceptou bombardeiros Vicker Wellington que atacaram a indústria naval na região de Wilhelmshaven. Ele também foi nomeado Staffelkapitän do 10./JG 26 nesse período. Em Fevereiro de 1940, foi transferido para o 4./JG 52, e ali servindo durante a Campanha da França e a Batalha da Inglaterra.
Ao final deste período, a pontuação de Steinhoff havia avançado para seis abates.  seu forte estava em sua habilidade de transmitir o seu conhecimento e no treinamento de novos pilotos. Equipando-os com as competências necessárias para sobreviver e, em última análise, tornar-se experientes pilotos de caça.
Em Junho de 1941, a JG 52 participaram das operações ofensivas contra a União Soviética, tornando-se uma das unidades com maior número de abates da Luftwaffe. O próprio Steinhoff alegou, no primeiro mês, 28 aeronaves soviéticas abatidas. Ele permaneceu na JG 52 até março de 1943.

## Condecorações
- Cruz de Ferro (1939)
  - 2ª classe
  - 1ª classe
- Troféu de Honra da Luftwaffe (18 de agosto de 1941)
- Distintivo de Voo do Fronte da Luftwaffe em Ouro com Flâmula "900"
- Distintivo de Piloto/Observador
- Distintivo de Ferido em Ouro
- Cruz de Cavaleiro da Cruz de Ferro (30 de agosto de 1941)
  - Folhas de Carvalho (2 de setembro de 1942)
  - Espadas (28 de julho de 1944)
- Medalha Anschluss
- Medalha dos Sudetos
- Medalha Oriental
- Medalha Militar de Longo Serviço
- Ordem do Mérito da República Federal da Alemanha (4 de julho de 1972)
- Legião do Mérito (1970)
- Legião de Honra (março de 1972)